# Borchardt C-93
A Borchardt C93 é uma pistola semiautomática projetada por Hugo Borchardt em 1893.
O projeto é baseado no modelo de bloqueio de alternância da metralhadora Maxim.
Borchardt desenvolveu o cartucho 7,65×25mm Borchardt de "garrafa" e de alta velocidade para a C93. Seu assistente na época, Georg Luger, também afirmou ter influenciado seu projeto. A fabricante de máquinas-ferramenta Ludwig Loewe & Cia de Berlim, Alemanha, produziu a C93 em antecipação a ordens militares. Com cerca de 1.100 fabricados pela Loewe e quase 2.000 produzidos pela Deutsche Waffen und Munitionsfabriken (DWM). A Borchardt C93 foi a primeira pistola semiautomática produzida em massa.

## Projeto e história
A pistola usava um sistema de bloqueio de alternância, o que significava que, quando a arma disparava, um braço de duas peças subia e flexionava conforme a arma recuava, permitindo assim que a culatra destravasse e liberasse o estojo vazio do cartucho.
A DWM empregou Georg Luger para promover a pistola Borchardt em canais militares e comerciais. A pistola foi testada pela Marinha dos EUA já em 1894 e mais tarde pelo Exército dos EUA. Embora fosse precisa e sua cadência de tiro fosse rápida, a pistola Borchardt era cara de produzir e difícil de manusear devido ao seu punho quase vertical e distribuição de peso. Além disso, seu recuo foi inesperadamente poderoso. Essas críticas foram observadas nos testes de campo do Exército Suíço. No entanto, Borchardt se recusou a fazer qualquer alteração em seu projeto original. A DWM então nomeou Georg Luger para fazer as melhorias solicitadas na pistola. Luger adotou o projeto de Borchardt, usando o cartucho 7,65×21mm Parabellum mais curto, o que lhe permitiu incorporar um curso mais curto do mecanismo de alternância e um punho angular mais estreito. O projeto de Luger acabou se tornando a pistola Luger Parabellum.
O cartucho usado na pistola Borchardt C93 foi a base para o cartucho primário usado na pistola Mauser C96 (7,63×25mm Mauser); eles têm as mesmas dimensões, mas o 7,63 mm Mauser geralmente tinha uma carga de pólvora mais poderosa (dados de carga contemporâneos indicavam que tinha aproximadamente 20% mais pólvora do que o Borchardt) e é considerado muito forte para ser usado em um Borchardt C93. No entanto, as caixas de cartuchos de algumas fabricantes foram marcadas como "Para Pistolas Automáticas Borchardt e Mauser".
A Borchardt C93 foi fabricada e vendida apenas em seu calibre próprio, o 7,65×25mm Borchardt. Alguns modelos de teste foram feitos em 7,65×21mm Parabellum e 9×18mm Borchardt, um cartucho experimental desenvolvido em 1902.